# Премія НСКУ за найкращий анімаційний фільм
Премії Національної спілки кінематографістів України за найкращий анімаційний фільм — одна з номінацій щорічної кінематографічної премії, яку присуджує Національна спілка кінематографістів України з 2014 року за найкращий анімаційний фільм українського виробництва за підсумками року, що минув.

## Список лауреатів та номінантів
Лауреати виділені окремим кольором.

| Рік                        | Фільм                 | Режисер |
| -------------------------- | --------------------- | ------- |
| 2013                       |                       |         |
| «Крамниця співочих пташок» | А. Лавренішин         |         |
| «№ 201»                    | О. Педан              |         |
| «Чорнозем»                 | С. Коваль             |         |
|                            |                       |         |
| 2014                       |                       |         |
| «Халабудка»                | Манук Депоян          |         |
|                            |                       |         |
| 2015                       |                       |         |
| «Професіонали»*            | Степан Коваль         |         |
| «Гупало Василь»            | Олександр Даниленко   |         |
| «Закоханий їжачок»         | Олександр Спаринський |         |
|                            |                       |         |
| 2016                       |                       |         |
| «Микита Кожум'яка»         | Манук Депоян          |         |
| «Кобзар 2015»              | Богдан Шевченко       |         |
| «Лахмітко»                 | Олег Педан            |         |

* Анімаційний серіал, фільми «Столяр», «Журналіст», «Художник».